# Municipio de Sixpound
El municipio de Sixpound (en inglés: Sixpound Township) es un municipio ubicado en el  condado de Warren en el estado estadounidense de Carolina del Norte. En el año 2010 tenía una población de 1.061 habitantes.

## Geografía
El municipio de Sixpound se encuentra ubicado en las coordenadas 36°28′52.53″N 78°3′21.97″O / 36.4812583, -78.0561028.